# Angelo Scalzone
Angelo Scalzone (ur. 2 stycznia 1931 w Casal di Principe, zm. 29 kwietnia 1987 w Villejuif), włoski strzelec sportowy. Złoty medalista olimpijski z Monachium.
Specjalizował się w konkurencji trap. Zawody w 1972 były jego jedynymi igrzyskami olimpijskimi. Był złotym medalistą mistrzostw świata w drużynie w 1967.